# Берфельден
Берфельден (нім. Beerfelden) — місто в Німеччині, знаходиться в землі Гессен. Підпорядковується адміністративному округу Дармштадт. Входить до складу району Оденвальд.
Площа — 71,18 км2. Населення становить Невірний параметр metadata 06 437 002 ос. (станом на 31 грудня 2020).